# Hörsne
Hörsne is een plaats in de gemeente, landschap en eiland Gotland en de provincie Gotlands län in Zweden. De plaats heeft 51 inwoners (2005) en een oppervlakte van 10 hectare.